# Herbertiidae
Herbertiidae (лат.) — семейство паразитических наездников из надсемейства Chalcidoidea отряда Перепончатокрылые насекомые. До 2022 года в статусе подсемейства Herbertiinae из семейства Pteromalidae.

## Распространение
Тропики и субтропики (1 вид в Европе — Herbertia wallacei Burks, 1959).

## Описание
Усики из 10 члеников жгутика (флагелломеров, включая 3-члениковую булаву). Голова направлена вниз, мандибулы двуззубые и почти соприкасаются с тазиками ног. Пронотум выпуклый и сравнительно длинный. Лапки всех ног состоят из 5 сегментов. 
Паразитоиды двукрылых насекомых из семейства минирующие мушки (Agromyzidae, Diptera). Хозяевами Herbertia wallacei являются мухи Phytomyza ilicicola, а вида Herbertia indica — мухи видов Liriomyza sp., Liriomyza trifolii, Melanagromyza sp., Tropicomyia coffeae.

## Классификация
Включает 3 рода и 10 видов. Род Herbertia в 1988 году был выделен в отдельное подсемейство Herbertiinae Bouček, 1988, которое наряду с Cleonyminae, Cerocephalinae и Spalangiinae рассматривается одной из анцестральных ветвей в составе семейства Pteromalidae.
В 2018 году были описаны 2 рода и вида (Exolabrum vannoorti Burks, 2018, из West Coast Fossil Park Южной Африки, и ископаемый Versolabrum coriaceum Burks & Krogmann, 2018 из Балтийского янтаря), включённых в подсемейство Herbertiinae.
В 2022 году в ходе реклассификации птеромалид это крупнейшее семейство хальцидоидных наездников было разделено на 24 семейства и подсемейство Herbertiinae выделено в отдельное семейство Herbertiidae.
- Род Exolabrum Burks, 2018 (West Coast Fossil Park, ЮАР)
- Род Herbertia Howard, 1894[8]
- Род †Versolabrum Burks & Krogmann, 2018 (Балтийский янтарь)